# John Barrymore
John Barrymore (nar. John Sidney Blyth; 14. nebo 15. února 1882 – 29. května 1942) byl americký divadelní, filmový a rozhlasový herec. Pocházel z herecké rodiny, zpočátku se snažil vyhnout jevišti a krátce se pokusil o kariéru výtvarného umělce. Potom však začal hrát společně se svým otcem Mauricem v roce 1900 a poté se svou sestrou Ethel v roce 1901. Samostatnou kariéru zahájil v roce 1903 a nejprve si získal pozornost jako divadelní herec v nenáročných komediích, poté i v seriózních představeních, což vyvrcholilo nastudováním her Spravedlnost (1916), Richard III. (1920) a Hamlet (1922); jeho pojetí Hamleta mu pomohlo k tomu, že byl nazván „největším žijícím americkým tragédem“.
Po úspěchu Hamleta v Londýně v roce 1925 Barrymore opustil na 14 let jeviště a místo toho se soustředil výhradně na filmy. V éře němého filmu byl měl úspěch například ve snímcích Dr. Jekyll a Mr. Hyde (1920), Sherlock Holmes (1922) nebo The Sea Beast (1926). Během té doby získal přezdívku Velký profil. Jeho herecky cvičený hlas se ukázal přínosem po nástupu zvukových filmů a tři z jím obsazených filmů, Grand Hotel (1932), Twentieth Century (1934) a Midnight (1939), byly uvedena do Národního filmového registru.
Barrymoreův osobní život vyvolával značnou pozornost. Od 14 let bojoval s alkoholismem, byl čtyřikrát ženatý a rozvedený a později vyhlásil bankrot. Velká část jeho pozdních rolí zahrnovala sebeparodii a zobrazení neúspěšných opilců. Ačkoli se historici filmu domnívají, že Barrymore začal mizet z centra pozornosti po polovině 30. let, jeho životopisec Martin Norden ho považuje za „možná nejvlivnějšího a nejidolizovanějšího herce jeho doby“.